# Aemilia carmen
Aemilia carmen là một loài bướm đêm thuộc phân họ Arctiinae, họ Erebidae.